# Binarni dijagrami odluke
U polju računarskih nauka, binarni diagram odluke(BDD) ili program grananja, predstavlja Strukturu podataka 
koje predstavljaju Bulova funkcija kao sto su negacijska normalna forma ili kao iskazni 
usmereni aciklični graf, PDAG .
Takođe na višem apstraktnom nivo, BDD se može razmatrati kao kompresovano predstavljanje skupova i relacija. Za razliku
od ostalih kompresovanih predstavljanja, operacije se direktno primenjuju na kompresovnu reprezentaciju 
bez potrebe za dekompresovanje.

## Definicija
Bulove funkcije se mogu predstaviti kao korenski, usmereni, acikličani grafovi, koji sadrže odlučujuće i krajnje (čvorovi koji nemaju sinova) čvorove. 
Postoje dve vrste krajnjih čvorova koji imaju vrednost ili 0 ili 1. Svakom čvoru {\displaystyle N} se dodeljuje jedna Bulovska 
promenljiva {\displaystyle V_{N}} koja ima dva sina i koji se nazivaju niži(low) i viši(high). Od krajnjeg čvora {\displaystyle V_{N}} do 
nižeg(višeg) sina predstalja vrednost od {\displaystyle V_{N}} do 0(1). BDD se takođe može nazvati i uređen ukoliko se različite
promenljive pojavljuju u svakoj putanji od korena u istom poretku. BDD može da bude uprošćen ukoliko se primene 
dva tekuća pravila na graf:
- Spojiti izomorfne podgrafove;
- Izbrisati čvorove čija su deca izomorfna.

U svkodnevnoj upotrebi, termin BDD skoro uvek se odnosi na Reduced Ordered Binary Decision Diagram 
(ROBDD u literaturi, koriste se kada bi aspekti uređivanja i uprosćavanja trebalo da budu naglašeni).
Prednost ROBDD dijagrama je da može biti kanonski (jedinstven)
predstavnik za određene funkcije i promenljivog redosleda . Ovo svojstvo je korisno u funkcionalnom proveravanju ekvivalencije
i drugih operacija kao što su funkcionalne tehnologije mapiranja.
Putanja od korena do krajnjeg čvora sa vrednošću 1 predstavlja (moguće delimičnu) vrednosti promenljive 
za koju je Bulova funkcija tačna. Kako se spuštamo do nižeg( ili višeg) sina iz čvora tada vrednost promenljive tog čvora je 
0(ili 1). 

### Primer
Leva slika predstavlja binarno stablo odluke(bez primena pravila za uprošćavanje), i tablica istinitosti, oba predstavljaju 
funkciju f(x1, x2, x3). U stablu, sa leve strane, vrednost funkcije može biti određen za date vrednosti promenljivih prateći
putanju od korena ka krajnjim čvorovima. U figuri ispod, isprekidane linije predstavljaju putanju ka nižim sinovima, dok 
neisprekidane predstaljaju putanje ka višim sinovima. Dakle, da bi našli vrednost funkcije za vrednosti x1=0, x2=1, x3=1, krećemo
iz prvog čvora(korena) x1, prelazimo isprekidanom linijom do čvora x2 (pošto x1 ima vrednost 0), nakon toga prelazimo neisprekidanom
linijemo dva puta (pošto vrednosti promenljivih x2 i x3 su jednaki 1) što vodi do krajnjeg čvora sa vrednošću jedan, što predstavlja vrednost funkcije f(x1, x2, x3).
Binarno "stablo" odluke sa leve strane može biti transformisan u binarni diagram odluke maksimalnim uprošćavanjem prema dva
pravila za uprošćavanje. Rezultat je BDD prikazan na desnoj slici.
| {\displaystyle f(x_{1},x_{2},x_{3})={\bar {x_{1}}}{\bar {x_{2}}}{\bar {x_{3}}}+x_{1}x_{2}+x_{2}x_{3}} |

## Istorija
Osnovna ideja ove strukture podataka potiče od "Shannon expansion". Prebacivanje funkcija je podeljena u dve podfunkcije(kofaktora)
dodeljujući jednu promenljivu(if-then-else normalna forma). Ukoliko se takva podfunkcija može posmatrati kao podstablo onda
se može predstaviti kao binarno stablo odluke.
	Binarni diagram odluke (BDD) je uveo C. Y. Lee, i daljim istraživanjem Sheldon B. Akers 
i Raymond T. Boute.
Dok potpuni potencijal za efikasne alogaritme bazirane na ovoj strukturi podataka je istraživao "Randal Bryant" na "Carnegie Mellon University":
on je koristio fiksiran redosled promenljivih(za kanonsku reprezentaciju) i deljene podgrafove (za kompresiju).
Primena ova dva koncepta dovodi do efikasne strukture podataka i alogaritama za predstavljanje skupova i relacija.
 
	Proširujući na nekoliko dijagrama, tj. jedan podgraf korišćen za nekoliko dijagrama, definisana je struktura podataka Shared Reduced Ordered Binary Decision Diagram.
Pojam BDD se sada uglavnom koristi da označi tu strukturu podataka.
U ovoj video lekciji Fun With Binary Decision Diagrams (BDDs),"Donald Knuth"
naziva ovu strukturu kao jednu od boljih fundamentalninih struktura koja je definisana u poslednjih dvadesetpet godina i
pomenuo da je Bryant-ov clanak iz 1986. godine jedno vreme bio jedan od najznačajnijh citiranih radova u računarstvu.	

## Aplikacije
BDD se intezivno koristi u CAD softveru za sitezu kola (logička sinteza) i 
	na formalnu verifikaciju. Postoje nekoliko manje poznatih primena BDD, uključujuci Fault tree analize, Bayesian
	obrazlženju, konfiguracije proizvoda, i privatno pretraživanje informacija
.
Svaki proizvoljan BDD (čak i ako nije uprošćen ili uređen) mogu se direktno implementirati zamenom svakog čvora sa 2-1 multiplekser. 
Svaki multiplekser može da se direktno implementira pomocu 4-LUT u FPGA. To nije tako jednostavno da se konvertuje iz 
proizvoljne logičke mreže u BDD(za razliku od and-inverter graph).

## Uređivanje promenljivih
Veličina BDD je određena i funkcijom kojom je reprezentovana i izabranog uređivanja promenljivih. Postoje Bulove funkcije {\displaystyle f(x_{1},\ldots ,x_{n})}
za koje od izbora uređivanja promenljivih zavisi da li će broj čvorova biti linearan (in n) u najboljem slučaju
ili eksponencijalan u najgorem slučaju. Primetimo Bulovu funkciju {\displaystyle f(x_{1},\ldots ,x_{2n})=x_{1}x_{2}+x_{3}x_{4}+\cdots +x_{2n-1}x_{2n}.} 
Koristeći uređenje {\displaystyle x_{1}<x_{3}<\cdots <x_{2n-1}<x_{2}<x_{4}<\cdots <x_{2n}}, za BDD je potrebno 2n+1 čvorova 
za predstavljanje funkcije. Koristeći uređenje {\displaystyle x_{1}<x_{2}<x_{3}<x_{4}<\cdots <x_{2n-1}<x_{2n}}, potrebno je 2n+2 čvorova.
|  |  |

U praksi, za primenu ove strukture podataka, je od kljčnog značaja da se izabere najbolji način za uređenje promenljivih.
Problem pronalaženja najboljeg načina za uređenje pripada klasi "NP-teških" problema. Redosled promenljivih dovodi do OBDD
koja je c puta veca od optimalne. 
Međutim postoje efikasne heuristike koje se bave ovim problemom.
Postoje funkcije kojima je graf uvek eksponencijalne veličine - nezavisno od uređenja promenljivih. Ovo važi za npr. funkciju
množenja.

## Logičke operacije
Mnoge logičke operacije na BDD mogu se implementirati u polinomijalnom vremenu. 
- Konjukcija
- Disjukcija
- Negacija
- Egzistencijalna apstrakcija
- Univerzalna apstrakcija

Međutim ponavljanjem ovih operacija više puta npr. formiranje konjukciju ili disjukciju od skupa diagrama, 
u najgorem slučaju se može rezultirati eksponencijalno veliki BDD. To je zato što svaka od prethodnih operacija za dva BDD može
da dovede u BDD sa veličinom srazmerno proizvodu ta dva diagrama, samim tim i do eksponencijalne veličine. 

## Dodatna literatura
- D. E. Knuth, "The Art of Computer Programming Volume 4, Fascicle 1: Bitwise tricks & techniques; Binary Decision Diagrams" (Addison–Wesley Professional, March 27, 2009) viii+260pp. Knuth, Donald Ervin (1997). The Art of Computer Programming: Fasc. 0. Introduction to combinatorial algorithms and boolean functions. Addison-Wesley. ISBN 978-0-321-58050-4. Архивирано из оригинала 12. 03. 2016. г. Приступљено 18. 04. 2014.
- H. R. Andersen "An Introduction to Binary Decision Diagrams," Lecture Notes, 1999, IT University of Copenhagen.
- Ch. Meinel, T. Theobald, "Algorithms and Data Structures in VLSI-Design: OBDD – Foundations and Applications", Springer-Verlag, Berlin, Heidelberg, New York, 1998. Complete textbook available for download.
- Ebendt, Rüdiger; Fey, Görschwin; Drechsler, Rolf (2005). Advanced BDD optimization. Springer. ISBN 978-0-387-25453-1.
- Becker, Bernd; Drechsler, Rolf (1998). Binary Decision Diagrams: Theory and Implementation. Springer. ISBN 978-1-4419-5047-5.

## Spoljašnje veze
Dosupni BDD paketi
- ABCD: ABCD paketi Armin Biere, Johannes Kepler Universität, Linz.
- CMU BDD, BDD paket, Carnegie Mellon University, Pittsburgh
- BuDDy: A BDD paket by Jørn Lind-Nielsen
- Biddy:Akademska multiplatforma BDD paketa, University of Maribor
- CUDD: BDD paket, University of Colorado, Boulder
- JavaBDD: Java biblioteka za manipulaciju BDD
- JDD java implementcaija BDD i ZBDD.
- JBDD od istog autora koji ima slican API, ali je Java interfejs od BuDDy i CUDD
- The Berkeley CAL paketi za manipulacijom u sirinu
- DDD: C++ biblioteka koja dodatno sadrzi celobrojnu vrednot i hijerarhijske dijagrame odluke
- JINC: C++ biblioteka razvijena na University of Bonn, Germany, podrzava nekoliko BDD varijanti i visenitnio
- Fun With Binary Decision Diagrams (BDDs), lecture by Donald Knuth